# The Astrud Gilberto Album
| Recensione | Giudizio |
| ---------- | -------- |
| AllMusic   | [ 3 ]    |

The Astrud Gilberto Album è il primo album solo della cantante brasiliana Astrud Gilberto, pubblicato dalla Verve Records nel marzo del 1965.

## Tracce

### LP
Lato A
1. Once I Loved (Cantato in inglese) – 2:10 (Vinícius de Moraes, Ray Gilbert (testo in inglese), Antônio Carlos Jobim)
2. Água de beber (Cantato in portoghese) – 2:16 (Vinícius de Moraes, Antônio Carlos Jobim)
3. Meditation (Cantato in inglese) – 2:39 (Antônio Carlos Jobim, Newton Mendonça, Norman Gimbel (testo in inglese))
4. And Roses and Roses (Cantato in inglese) – 2:30 (Ray Gilbert, Dorival Caymmi)
5. O morro (não tem vez) (Cantato in portoghese) – 2:55 (Vinícius de Moraes, Antônio Carlos Jobim)
6. How Insensitive (Cantato in inglese) – 2:45 (Vinícius de Moraes, Norman Gimbel (testo in inglese), Antônio Carlos Jobim)

Lato B
1. Dindi (Cantato in inglese) – 2:40 (Aloysio de Oliveira, Ray Gilbert (testo in inglese), Antônio Carlos Jobim)
2. Photograph (Cantato in portoghese) – 2:10 (Antônio Carlos Jobim)
3. Dreamer (Cantato in inglese) – 2:00 (Antônio Carlos Jobim, Gene Lees (testo in inglese))
4. Só tinha de ser com você (Cantato in portoghese) – 2:15 (Antônio Carlos Jobim, Aloysio de Oliveira)
5. All That's Left Is to Say Goodbye (Cantato in inglese) – 3:09 (Vinícius de Moraes, Ray Gilbert (testo in inglese), Antônio Carlos Jobim)

- Il brano B4 sull'album originale è riportato come Só finha de ser com você, mentre il titolo è generalmente conosciuto come Só tinha de ser com você

## Musicisti
- Astrud Gilberto - voce
- Antônio Carlos Jobim - chitarra, voce (brano: Água de beber)
- João Donato - piano
- Bud Shank - flauto, sassofono alto
- Stu Williamson - tromba (brani: O morro (não tem vez) / Photograph / Só tinha de ser com você)
- Milt Bernhart - trombone (eccetto nei brani: O morro (não tem vez) / Photograph / Só tinha de ser com você)
- Joe Mondragon - contrabbasso
- Guildhall String Ensemble - strumenti ad arco
- Marty Paich - arrangiamenti, conduzione musicale

Note aggiuntive
- Creed Taylor - produttore
- Registrazioni effettuate il 27 e 28 gennaio, 1965 al RCA Studios di Hollywood, California (Stati Uniti)
- Dave Hassinger - ingegnere delle registrazioni
- Val Valentin - direttore delle registrazioni
- Rudy Van Gelder - mastering
- Michael Malatak - design copertina album originale
- Jack Maher - note retrocopertina album originale[4] [5]

## Classifica
Album
| Anno | Classifica    | Posizione raggiunta |
| ---- | ------------- | ------------------- |
| 1965 | Billboard 200 | 41                  |